# Schlacht von Valle Giulia
Die Schlacht von Valle Giulia am 1. März 1968 war eine Straßenschlacht zwischen demonstrierenden Studenten und der italienischen Polizei in Rom. Im Rahmen der Proteste der italienischen 68er-Bewegung (italienisch movimento sessantotto) versuchten Studenten, die im Bereich Valle Giulia liegende Fakultät für Architektur der Universität La Sapienza zu besetzen, nachdem die vorherige Besetzung von der Polizei aufgelöst und die Fakultät von Sicherheitskräften umstellt worden war.

## Der „movimento studentesco“
Der „movimento studentesco“ findet seine Entstehung in den 1960er Jahren, als die sozialen Bewegungen sich multiplizierten und in vielen Ländern auftauchten. Das wichtigste und bekannteste Jahr war 1968. In Länder wie England oder in den Vereinigten Staaten fanden enorme Proteste gegen den Vietnamkrieg statt und die Bewegungen für die Menschenrechte waren an ihrem Höhepunkt. In Frankreich, Italien und weiteren Ländern gab es auch sozialistische Bewegungen.
In Italien hatte das Sessantotto (68er-Bewegung) sein Debüt im Jahre 1966, als am 24. Januar 1966 in Trient die erste Besetzung einer universitärer Fakultät stattfand. Die Studenten hatten sich in der Soziologie-Fakultät barrikadiert und protestierten gegen die Organisation der Universität und hatten neue Optionen vorgeschlagen. Diese Besetzung fand ein Ende, als es in Florenz die große Überschwemmung vom 4. November 1966 gab. Mehrere Studenten organisierten freiwillige Gruppen, um der Stadt zur Hilfe zu kommen. Diese Studenten kamen aus Universitäten ganz Italiens, sodass sich eine gewisse Zugehörigkeit zu einer sozialen Studentenklasse formte.
Im selben Jahr publizierte die Studentenzeitschrift vom Liceo Parini La zanzara eine Umfrage über sexuelle Themen. Diese Umfrage lautete „Un dibattito sulla posizione della donna nella nostra società, cercando di esaminare i problemi del matrimonio, del lavoro femminile e del sesso“ und wurde von Marco de Poli, Claudia Beltramo Ceppi und Marco Sassano geschrieben. Wegen schlimmer Anschuldigungen religiöser Natur wurden die Schriftsteller der Zanzara und den Rektor des Instituts, Daniele Mattalia, angeklagt. Sie wurden vom Präsidenten des Gerichtshofs von Mailand, Luigi Bianchi D’Espinosa, freigesprochen. Jedoch fanden weitere Besetzungen im Jahre 1967 statt, unter anderem die Statale di Pisa, das Palazzo Campana in Turin, die Cattolica di Milano und auch die Architektur-Fakultäten in Mailand, Rom und Neapel.
Die wichtigsten Anführer der Bewegungen waren: Mario Capanna, Salvatore Toscano und Luca Cafiero für Mailand; Luigi Bobbio und Guido Viale für Turin; Massimo Cacciari, Toni Negri und Emilio Vesce für Padua; Franco Piperno und Oreste Scalzone für Rom; Gian Mario Cazzaniga und Adriano Sofri für Pisa. Mit den Arbeiterbewegungen formte die Studentenbewegung die zweite große soziale Bewegung in Italien.

## Geschichte
Mehrere Proteste im Februar 1968 fanden in der Architektur-Fakultät in der Universität Roms statt. Geleitet von mehreren Dozenten hatten Studenten mehrmals die Fakultät besetzt und politische Initiativen errungen. Dies brachte am 29. Februar den Rektor der Universität Pietro Agostino D’Avack dazu, die Polizei zu rufen. Die italienische Polizei räumte und besetzte die Fakultät in kurzer Zeit.

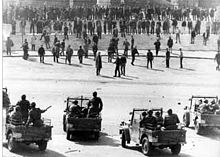
Rechte und linke Studenten protestieren gemeinsam gegen die italienische Polizei

Am Freitag, den 1. März,  versammelten sich circa 4.000 Personen auf der Piazza di Spagna. Dieser Marsch trennte sich in zwei Gruppen. Die erste Gruppe marschierte in Richtung Universität und die zweite Gruppe, die die Mehrheit der Demonstranten ausmachte, marschierte in Richtung Valle Giulia. Ihr Ziel war es die Fakultät zurückzuerobern. Als sie vor Ort ankamen, wurden sie mit einer enormen Absperrung der italienischen Polizei begrüßt. Während der stattfindenden Konfrontation trennte sich eine kleine Gruppe der Polizisten von der Absperrung, um einen isolierten Studenten zu verprügeln. Dieses Ereignis erhöhte die Gewalt der Auseinandersetzung, denn die Demonstranten fingen jetzt an mit Steinen und Gegenstände auf die Polizei zu schmeißen.

Nur die Offiziere der Polizei verfügten über geladene Waffen. Die offizielle Version behauptete, dass es so von der Regierung befohlen wurde, um die Situation nicht eskalieren zu lassen. Aber, laut „Radio caserma“ und mehrere journalistischen Quellen der Rechtsextremen, dieses Problem war ein normaler Zustand der italienischen Staatspolizei, wegen des Mangels von Geldmitteln für die Beschaffung von Munition. Sehr schnell eskalierten die Auseinandersetzungen im ganzen Gebiet außerhalb der Universität. Die Demonstranten waren gut vorbereitet und konnten den Angriffen der Polizei standhalten, im Gegensatz zu den vorherigen Protesten. Der Kampf gegen die Polizei wurde von mehreren wichtigen Bewegungen angeführt, wie der  „movimento studentesco“ oder der Bewegung der Rechtsextremen „Avanguardia Nazionale Giovanile“, angeführt von Stefano Delle Chiaie. Die „Avanguardia Nazionale Giovanile“ wurde auch von Teilen der „FUAN-Caravella“, der „Primula Goliardica“ und des MSI unterstützt. Unter den Teilnehmern an der Schlacht von Valle Giulia konnte man wichtige Persönlichkeiten finden, die mit den Demonstranten waren, wie bspw.: den Regisseur Paolo Pietrangeli (der  diesem Ereignis ein Lied widmete, „Valle Giulia“, das ein Symbol des „movimento sessantottino“ wurde), Giuliano Ferrara, Paolo Liguori, Aldo Brandirali, Ernesto Galli della Loggia oder Oreste Scalzone. Unter den Polizisten fand man den zukünftigen Schauspieler Michele Placido. Der Schauspieler sagte später diese Worte über den Ereignissen von Valle Giulia: 
„[…] sie waren bürgerlich gekleidet, sie sprachen von dem Vietnamkrieg, ein Ereignis, das wir nicht verstanden und weit entfernt war, sie konnten jedoch protestieren. Sie waren keine Migranten aus dem Süden (Italien), keine Kinder aus armen Familien. Wenn sie uns „morti di fame“ oder „servi del potere“ zuriefen, konnten wir nicht den politischen Slogan dahinter verstehen, wir nahmen es persönlich. Die Auseinandersetzungen waren klassische Schlachten, mit denselben Waffen, unsere Schlagstöcke waren lächerlich im Gegensatz zu denen von heute. Wir waren naive Jugendliche […].“ 

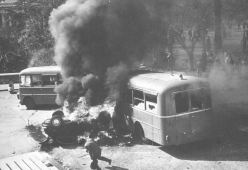
Mehrere Dienstfahrzeuge der Polizei wurden in Brand gesteckt

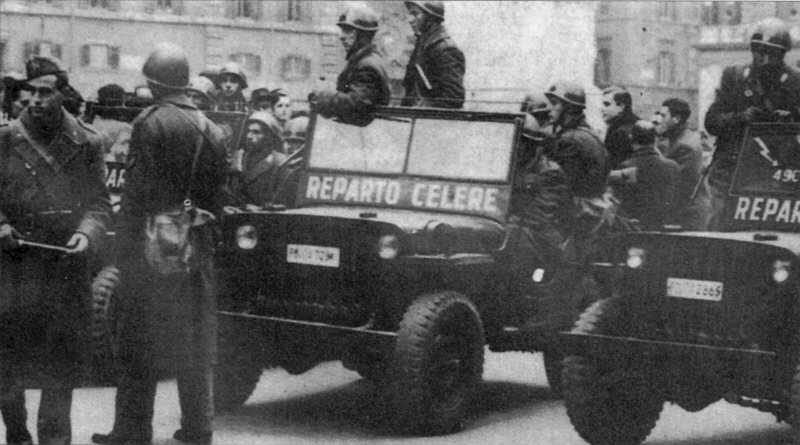
Polizisten des Reparto Celere, der italienischen Bereitschaftspolizei

Nach den Auseinandersetzungen hatten die Aktivisten der „Avanguardia Nazionale Giovanile“ und der FUAN die Jura-Fakultät besetzt, während andere die Fakultät der Sprachwissenschaft einnahmen. Das Ergebnis der Kämpfe waren 148 Verletzte unter den Polizisten, 478 Verletzte unter den Studenten, 230 Festgenommenen, 8 Dienstfahrzeuge der Polizei wurden in Brand gesetzt und 5 Pistolen wurden den Agenten entwendet.
Ab jetzt entstand eine Spaltung zwischen den politisch rechtsorientierten Studenten, die in der Universität barrikadiert waren, und dem MSI. Den Sekretär des MSI Arturo Michelini verweigerte offiziell die Unterstützung an den barrikadierten Studenten. Diese Krise innerhalb der Rechtsparteien erreichte sein Höhepunkt, als am 16. März Michelini die „Volontari Nazionali“ schickte, angeführt von Giorgio Almirante und Massimo Anderson, um die barrikadierten Studenten zu räumen. Die Tentative die rechts-parteiischen Studenten zu involvieren scheiterte. Zum Gegensatz die rechts-parteiischen Studenten kamen mit den links-parteiischen Studenten zusammen. Die nächste Tentative der „Volontari Nazionali“ war die Universität zu stürmen, wurden jedoch von den Studenten mit Gewalt zurückgeschlagen.
Jetzt fanden Auseinandersetzungen in der Universität selbst statt zwischen den rechten Studenten und den linken Studenten, die Unterstützung von kommunistischen Aktivisten bekommen hatten. Die rechten Studenten mussten sich in der Jura-Fakultät barrikadieren und konnten nur mit der Hilfe der Polizei aus der Universität flüchten. Schlussendlich wurde die Universität wieder von der italienischen Polizei geräumt und die Krise von Valle Giulia fand sein Ende.
Die neofaschistische Extremen, die auch an Valle Giulia teilnahmen, tauchten mit der Studentenbewegung unter. Jahre später diese Komponente wurde wieder sehr aktiv während den „Anni di Piombo“ in Italien.

## Kultur
Pier Paolo Pasolini schrieb ein bekanntes Gedicht über die Ereignisse von Valle Giulia mit dem Titel: Il PCI ai giovani. Darin gab er seine Sympathien für die italienische Polizei kund, weshalb er innerhalb seiner Partei, der PCI, erneut isoliert wurde. Aber die Worte Pasolinis verstärkten die Aufmerksamkeit der italienischen Kulturszene auf die außerparlamentarische Bewegung in Italien, dem „Movimentismo“. Eine Strömung, die mit der Schlacht von Valle Giulia entstand und sich im Anschluss daran weiter entwickelte.
2009 entstand der Film „Il grande sogno“ (dt. „Der große Traum“) unter der Regie von Michele Placido, der von der Straßenschlacht um die Fakultät für Architektur in Rom handelt. Der Film basiert auf den persönlichen Erfahrungen Michele Placidos und erzählt die Geschichte von drei Jugendlichen vor, während und nach den Geschehnissen von Valle Giulia. Nicola ist ein junger Polizist aus Apulien, der Schauspieler werden will. Ihm wurde befohlen, die Studentenbewegung zu infiltrieren. Die Figur Nicolas inspiriert sich an der Lebensgeschichte Michele Placidos. Die zweite zentrale Figur ist Laura, eine Studentin aus Rom, die aus einer reichen und katholischen Familie entstammt, während die dritte Figur Libero, ein charismatischer Student aus Turin und Sohn einer Arbeiterin bei Fiat ist.